# Министерство путей сообщения
Министе́рство путе́й сообще́ния (МПС) — центральный орган государственного управления в Российской империи, СССР и Российской Федерации (до 9 марта 2004 года), обеспечивавший проведение единой политики в сфере водного, сухопутного и железнодорожного транспорта, а также осуществлявший общее руководство в области транспортного сообщения. С 1931 года министерство (наркомат в 1917—1946 годах) занималось исключительно железнодорожным транспортом.

## Министерство путей сообщения Российской империи
Началом систематической деятельности правительства в области путей сообщения в России было издание в 1649 году положения об охране судоходства.
При Петре I учреждена Коммерц-Коллегия, наблюдавшая за сухопутными дорогами. После ряда преобразований в 1755 году управление в этой области перешло к Канцелярии строения государственных дорог.
В 1798 году образован «Департамент водных коммуникаций», позднее переименованный в «Управление водяными и сухопутными сообщениями», затем в «Главное управление путей сообщения», а с 1833 года по 1842 год носящий название Главное управление путей сообщения и публичных зданий. В 1842 году в управлении был создан Департамент железных дорог.
15 июня 1865 года император Александр II издал Указ об учреждении Министерства путей сообщения России, что и считается официальной датой образования МПС России.
В 1913 году эксплуатационная длина сети составила 58,5 тыс. км; было перевезено 132,4 млн т грузов и 184,8 млн пассажиров.

## Наркомат путей сообщений
После Октябрьской революции советской власти было необходимо обеспечить централизацию в управлении железнодорожным транспортом. При формировании нового правительства был образован Народный комиссариат путей сообщения РСФСР (НКПС).
В ходе Первой мировой и гражданской войн было разрушено более 60 % сети, 90 % локомотивного и 80 % вагонного парка. Только к 1928 году удалось в основном восстановить разрушенный железнодорожный транспорт и перевозки довести до объёма 1913 года.
В 1923 году после образования СССР Народный комиссариат путей сообщения РСФСР был преобразован в общесоюзный Народный комиссариат путей сообщения СССР.
В 1931 и 1932 годах Советом народных комиссаров СССР был принят ряд постановлений, направленных на интенсификацию перевозок и улучшение работы железнодорожного и безрельсового транспорта.
В 1932 году было принято решение Совета народных комиссаров о реконструкции железных дорог. Этим решением предусматривалось: усиление пути за счёт укладки более тяжёлых рельсов, широкое использование щебёночного балласта, создание мощных паровозов (ФД, ИС), большегрузных 4-осных вагонов, перевод подвижного состава на автотормоза и автосцепку, создание систем полуавтоматической и автоматической блокировки, внедрение механической и электрической централизации стрелок и сигналов и др.
В 1940 году эксплуатационная длина сети достигла 106,1 тыс. км, перевозки грузов составили 592,6 млн т.
Во время Великой Отечественной войны большая часть сети железных дорог в европейской части СССР была полностью разрушена, потеряно 40 % вагонов и 50 % локомотивов. Несмотря на это, железнодорожный транспорт полностью обеспечил военные перевозки и доставку грузов на фронт.

## Министерство путей сообщения СССР
В 1946 году Народный комиссариат путей сообщения был преобразован в МПС СССР.
В послевоенное время главной целью было восстановление разрушенного хозяйства.
В 1954 году из состава МПС выделилось Министерство транспортного строительства СССР (в 1992 году преобразовано в концерн «Трансстрой»).
МПС СССР выступило с инициативой перспективного (на 20 лет) развития и модернизации железнодорожного транспорта; в результате к 1975 году были значительно увеличены протяжённость сети и объёмы перевозок, электрифицированы и оснащены автоблокировкой сотни километров железных дорог.
В 1982 году был предложен план развития железнодорожной отрасли, в основу которого положена стратегия внедрения во все звенья транспортного конвейера интенсивных технологий на базе автоматизации производства и более широкой механизации ручного труда.
В 1991 году в Министерстве путей сообщения была разработана третья программа развития и реконструкции железнодорожного транспорта на период до 2000 года, которая легла в основу дальнейшего развития и модернизации железных дорог России.

## Министерство путей сообщения России
20 января 1992 года образовано МПС России.
В 1998 году постановлением Правительства Российской Федерации была утверждена «Концепция структурной реформы федерального железнодорожного транспорта», в которой были определены основные задачи и цели перестройки отрасли.
Указом Президента Российской Федерации от 9 марта 2004 года № 314 «О системе и структуре федеральных органов исполнительной власти» МПС России упразднено. Функции упраздненного министерства — федерального органа исполнительной власти переданы: Министерству транспорта Российской Федерации, Федеральной службе по надзору в сфере транспорта и Федеральному агентству железнодорожного транспорта.
Часть функций управления переданы в ОАО «Российские железные дороги» (создано 1 октября 2003 года).

## Министры путей сообщения Российской империи, Российского государства, СССР и Российской Федерации
(с 20.11.1809 — Главноуправляющие водяных и сухопутных сообщений, с 25.07.1810 — Главноуправляющие путей сообщения, с 29.09.1832 — Главноуправляющие путей сообщения и публичных зданий, с 23.06.1865 — Министры путей сообщения, с 7 ноября 1917 по 1946 — Народные комиссары путей сообщения)
1. С 1809 г. Принц Ольденбургский, Георгий Петрович
2. С 1812 г. Деволант Франц Петрович
3. С 1818 г. Бетанкур, Августин Августинович
4. С 1822 г. Александр Вюртембергский
5. С 1833 г. Толь, Карл Фёдорович
6. С 1842 г. Клейнмихель, Пётр Андреевич
7. С 1855 г. Чевкин, Константин Владимирович
8. С 1862 г. Мельников, Павел Петрович
9. С 1869 г. Бобринский, Владимир Алексеевич (министр), внук внебрачного сына Екатерины II, генерал, министр путей сообщения с 1869 г. При нём шло усиленное железнодорожное строительство по концессиям, в результате задолженность частных дорог казне возросла до огромных сумм, и министр был уволен.
10. С 1871 г. Бобринский, Алексей Павлович, генерал, двоюродный брат предыдущего, министр путей сообщения с 1871 г. Считал, что железные дороги должны строиться за счет казны, но против этого возражал министр финансов М. Х. Рейтерн.
11. С 1874 г. Посьет, Константин Николаевич
12. С 1888 г. Паукер, Герман Егорович
13. С 1889 г. Гюббенет, Адольф Яковлевич, служил в Министерстве финансов, затем в Министерстве путей сообщения, министр с 1889 г. Ввел правительственный надзор за тарифами по проезду на частных железных дорогах.
14. С 1891 г. Витте, Сергей Юльевич
15. С 1892 г. Кривошеин, Аполлон Константинович
16. С 1895 г. Хилков, Михаил Иванович
17. В 1905 г. Немешаев, Клавдий Семенович
18. С 1905 г. Шауфус, Николай Константинович
19. С 1908 г. Рухлов, Сергей Васильевич
20. С 1915 г. Трепов, Александр Фёдорович
21. С 1916 г. Кригер-Войновский, Эдуард Брониславович
22. 2 марта — 4 июля 1917 Некрасов, Николай Виссарионович
23. 11 — 24 июля 1917 Тахтамышев, Георгий Степанович
24. 25 июля — 31 августа 1917 Юренев, Пётр Петрович
25. 31 августа — 25 октября 1917 Ливеровский, Александр Васильевич
26. 28 октября 1917 — февраль 1918 Елизаров, Марк Тимофеевич
27. февраль 1918 — май 1918 Рогов, Алексей Гаврилович
28. май 1918 — июль 1918 Кобозев, Пётр Алексеевич
29. июль 1918 — март 1919 Невский, Владимир Иванович
30. 1919—1920 Красин, Леонид Борисович
31. 4 ноября 1918 — 13 ноября 1919 Устругов, Леонид Александрович
32. 13 ноября 1919 — 4 января 1920 Ларионов, Алексей Михайлович
33. 25 марта — 10 декабря 1920 Троцкий, Лев Давидович
34. 1920—1921 Емшанов, Александр Иванович
35. 1921 — 2 февраля 1924 Дзержинский, Феликс Эдмундович
36. 2 февраля 1924 — 11 июня 1930 Рудзутак, Ян Эрнестович
37. 11 июня 1930 — 2 октября 1931 Рухимович, Моисей Львович
38. 2 октября 1931 — 28 февраля 1935 Андреев, Андрей Андреевич
39. 28 февраля 1935 — 22 августа 1937 Каганович, Лазарь Моисеевич
40. 22 августа 1937 — 5 апреля 1938 Бакулин, Алексей Венедиктович
41. 5 апреля 1938 — 25 марта 1942 Каганович, Лазарь Моисеевич
42. 25 марта 1942 — 26 февраля 1943 Хрулёв, Андрей Васильевич
43. 26 февраля 1943 — 20 декабря 1944 Каганович, Лазарь Моисеевич
44. 20 декабря 1944 — 5 июня 1948 Ковалёв, Иван Владимирович
45. 5 июня 1948 — 14 января 1977 Бещев, Борис Павлович
46. 14 января 1977 — 29 ноября 1982 Павловский, Иван Григорьевич
47. 29 ноября 1982 — 26 декабря 1990 Конарев, Николай Семёнович
48. 8 мая — 26 ноября 1991 Матюхин, Леонид Иванович
49. 20 января 1992 — 9 августа 1996 Фадеев, Геннадий Матвеевич
50. 22 августа 1996 — 14 апреля 1997 Зайцев, Анатолий Александрович
51. 14 апреля 1997 — 21 мая 1999 Аксёненко, Николай Емельянович
52. 29 мая — 16 сентября 1999 Старостенко, Владимир Иванович
53. 16 сентября 1999 — 3 января 2002 Аксёненко, Николай Емельянович
54. 4 января 2002 — 22 сентября 2003 Фадеев, Геннадий Матвеевич
55. 7 октября 2003 — 9 марта 2004 Морозов, Вадим Николаевич